# Captain America

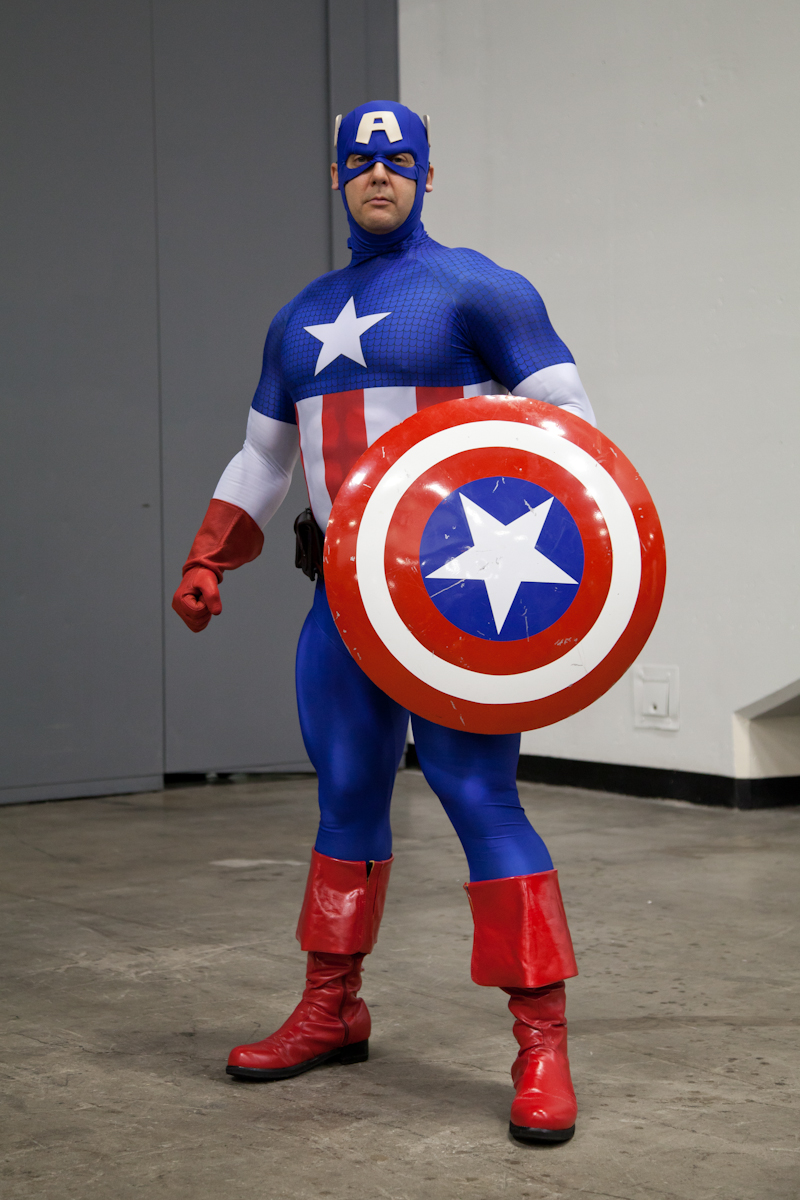
Muž v kostýmu inspirovaném Kapitánem Amerikou

Captain America (česky překládán jako Kapitán Amerika) je fiktivní postava komiksových příběhů vydávaných nakladatelstvím Marvel Comics. Poprvé se objevil ve vlastní komiksové knize Captain America Comics #1 roku 1941 pod vydavatelstvím Timely Comics (předchůdce Marvel). Je výtvorem tvůrčího dua, které tvořili Joe Simon a Jack Kirby. Příběh byl vytvořen na myšlence vlasteneckého amerického superhrdiny bojujícího proti nacistům během druhé světové války.
Do roku 2007 se celosvětově prodalo na 210 milionů kusů komiksových knih s tematikou Captain America.

## Vydání

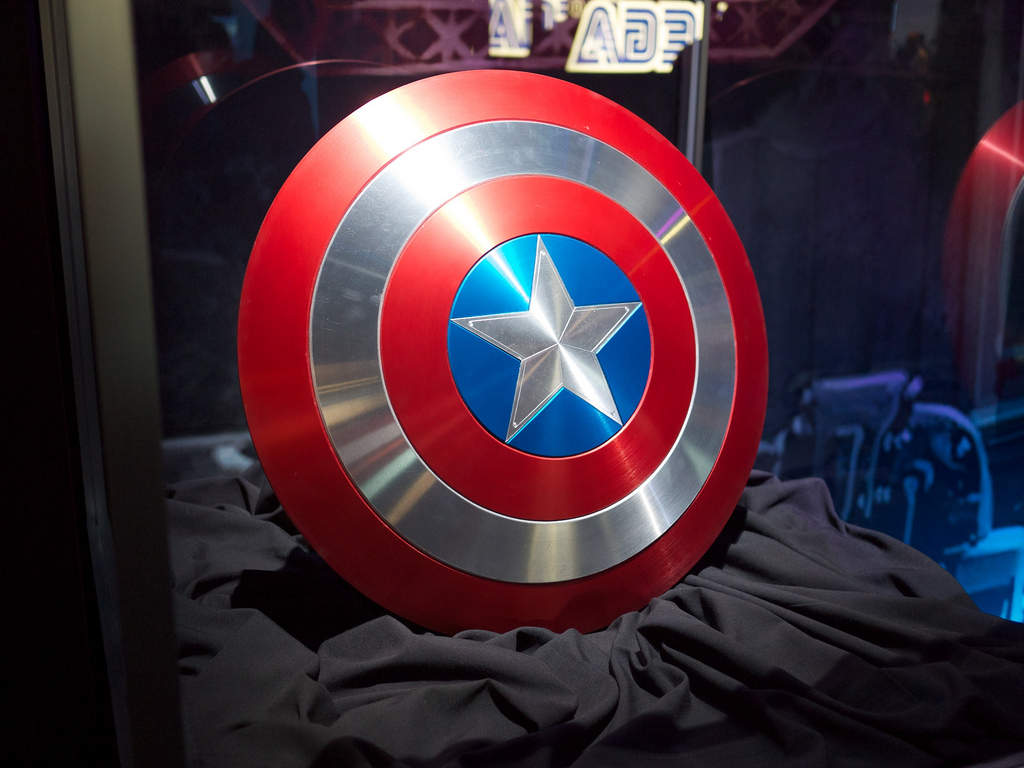
Realizace štítu Kapitána Ameriky

Spisovatel Joe Simon přišel s konceptem Kapitána Ameriky již roku 1940, kdy rozepsal příběh superhrdiny nazvaného „Super American“, toto jméno však brzy změnil na nynější.
První číslo komiksu bylo vydáno v březnu 1941 v USA u nakladatelství Timely Comics. Ožehavá tematika války přinesla velký komerční úspěch. Ve třetím čísle se k projektu připojil Stan Lee a vytvořil pro Kapitána Ameriku jeho typický štít, který používá i jako zbraň.
Kapitán Amerika se brzy stal nejúspěšnějším hrdinou Timely Comics a získal i svůj fanklub, který nesl název „Sentinels of Liberty“. Měsíční náklad během počátku 40. let 20. století činil milion kusů měsíčně, i proto byli do týmu přijati další dva tvůrci, a to Al Avison a Syd Shores.
V poválečné éře byl začleněn do prvního týmu superhrdinů od Timely „All-Winners Squad“, který vedl. Vydávání samostatného komiksu Captain America Comics bylo zastaveno číslem 78 v září 1954.
Roku 1964 se oficiálně vrátil v komiksu The Avengers #4, kde převzal velení nového 'supertýmu' Avengers, vydáváno již pod nakladatelstvím Marvel Comics. Jeho příběhy společně s těmi dalšího superhrdiny (Iron Man) byly vydávány v komiksové sérii Tales of Suspense, než se roku 1968 její název změnil na Captain America a později Captain America and the Falcon. Tato série pokračovala až do čísla 454, kdy byla v srpnu 1996 zastavena.
V páté sérii, vydávané od listopadu 2004, se odrazily události eventu Občanská válka. Originální civilní identita Kapitána Ameriky byl Steve Rogers, který byl však v Captain America vol. 5 #25 (nejprodávanější číslo série) zabit, od té doby ho nahradil jeho dlouholetý přítel Bucky Barnes. Steve Rogers byl však vzkříšen pro minisérii nazvanou Captain America: Reborn (vydáno 2009 – 2010). O tom, kdo pro příště oblékne oblek Kapitána Ameriky se rozhodlo v knize Captain America: Who Will Wield the Shield? (2010). Bucky se stal novým Kapitánem Amerikou a Steve Rogers získal svou vlastní minisérii Steve Rogers: Super-Soldier. Captain America vol. 5 číslo 51 byl jubilejní 600. díl komiksu. V roce 2011 začala být vydávána nová, již šestá, série, kterou, stejně jako pátou, napsal Ed Brubaker.
Roku 2011 byly vydány minisérie Captain America: The Trial of Captain America, Captain America: Prisoner of War, Captain America and Bucky: The Life Story of Bucky Barnes a Captain America and Bucky: Old Wounds. Mimo hlavní sérii byly vydány i minisérie Captain America and Hawkeye a Captain America and Iron Man, a také se objevoval v komiksové sérii Winter Soldier.
Od listopadu 2012 do října 2014 byla vydávána sedmá série, po událostech spojených s restartem světa Marvel (Marvel NOW!), jejím autorem byl Rick Remender. Týž autor od listopadu 2014 pokračoval navazující sérií All New Captain America. Ta však měla pouze šest čísel a byla ukončena v dubnu 2015. Od listopadu 2014 do června 2015 byla vydávána série Captain America & The Mighty Avengers, kterou psal Al Ewing.
V roce 2015 došlo crossoverem Secret Wars k novému relaunchi Marvelu. Od října 2015 do září 2017 vycházela v rámci All-New, All-Different Marvel série komiksu s názvem Captain America: Sam Wilson. Autory byli Nick Spencer a Daniel Acuña. V květnu 2016 byla spuštěna i série Captain America: Steve Rogers, ve které opět figuruje Steve Rogers a jejími autory jsou Nick Spencer a Jesus Saiz. Obě série se v říjnu propojily v sešitu s názvem Captain America Vol 8 #25.
Po událostech eventu Secret Empire Marvel spustil masivní relaunch Marvel Legacy, kterým se od září 2017 řada sérií vrátila ke svému původnímu číslování (Vol. 1). Komiks dále vycházel jako Captain America Vol. 1 (od čísla 695 do 704). Autory byli Mark Waid a Chris Samnee. Další relaunch z roku 2018 Fresh Start přinesl novou sérii Captain America Vol. 9 (scénář Ta-Nehisi Coates).

## Fiktivní biografie postavy
Biografie je přejata z komiksových příběhů.

### Dětství Steva Rogerse (1922–1938)
Steve Rogers se narodil 4. července 1918 na manhattanské Lower East Side, ve městě New York, irským přistěhovalcům Sarah a Josephu Rogersovým. Otec byl alkoholik a zemřel ještě během jeho dětství, matka zemřela na zápal plic, v době kdy dostudoval střední školu. Poté jeden rok studoval výtvarné umění. Steve vyrůstal za Velké hospodářské krize. Po smrti rodičů ho vychovával idealistický dědeček, se kterým si rozuměl již od dětství a přejal od něj soucit a silný smysl pro spravedlnost.

### Druhá světová válka (1939–1945)
Po vypuknutí druhé světové války se roku 1940 pokoušel přihlásit jako dobrovolník do armády, ale byl odmítnut pro svou fyzickou slabost. I proto byl jako dobrovolník vybrán pro projekt Znovuzrození. Cílem tohoto projektu pod vedením profesora Abrahama Erskinea bylo zdokonalení fyzické zdatnosti amerických vojáků. Rogers se stal prvním testovaným subjektem, kdy mu bylo injekčně podáno „sérum supervojáka“. Sérum fyziologicky zmaximalizovalo jeho tělesnou stavbu, avšak zdokonalilo i jeho reflexy. Brzy poté byl profesor Erskine zabit nacistickým operativcem Heinzem Krugerem a Rogers tak zůstal jediným americkým supervojákem. Pokusy o vytvoření armády supervojáků pokračovaly v utajení i nadále. S tristními výsledky byli v nelidských podmínkách testováni afroameričtí vojáci. Později se projekt stal součástí větší mise se stejným cílem nazvané „Weapon Plus“.
Rogers se podrobil základnímu vojenskému výcviku, soukromému výcviku v bojových uměních a gymnastice, a také prošel řadou instruktáží ve vojenské strategii, pilotáži či práci s výbušninami. Ve válce byl nasazen jako speciální operativec, ale také jako symbol americké propagandy. K té příležitosti si navrhl vlastní kostým inspirovaný americkou vlajkou, získal trojhranný štít a kódové jméno „Captain America, the Sentinel of Liberty“. Jeho první mise směřovaly proti nacistům, kteří se snažili vytvořit vlastní armádu supervojáků, a hlavně proti Johannu Schmidtovi (známému jako Red Skull). Během jedné mise v Africe, se spřátelí s vládcem státu Wakanda jménem T’Chaka (později znám jako Black Panther), který mu věnuje vzácný a velice odolný kov Vibranium, z něhož si Rogers nechá vytvořit diskovitý štít.
V boji mu pomáhá jeho mladý přítel James Buchanan „Bucky“ Barnes, který byl původně maskotem jednotky, ale následně byl nasazen jako operativec a protiváha nacistických Hitlerjugend. Společně například roku 1941 zachránili prezidenta Franklina D. Roosevelta. Po vstupu USA do války založili společně s androidem Human Torch a mutanty Torem a Namorem speciální jednotku Invaders. Před vysláním do akce vymazala americká vláda Rogersovi jeho vzpomínky, aby v případě zajetí nevyzradil státní tajemství. Během války bojovali proti nacistickým pokusům o supervojáky v podobě agentů, jako byli Baron Blood či Masterman. Mimo to se účastnili i obyčejných lidských misí v jednotce seržanta Nicka Furyho. Jejich zásluhou byl zmařen atentát na generála MacArthura či invaze do Sovětského svazu.
Roku 1944 padl Captain America do Red Skullova zajetí a byl mučen, zachránili ho Invaders. Na konci roku pomáhal osvobozovat koncentrační tábory. Také bojoval v bitvě v Ardenách.
V roce 1945 čelil novým protivníkům v organizaci Hydra barona Stuckera. V dubnu 1945 se účastnil výsadku nad Berlínem. V posledních dnech války Rogers a Bucky operovali v Anglii, kde nacistický vědec Baron Zemo sestavil ničivou bombu. Ve finální akci Rogers bojuje proti Zemovi na palubě letadla a Bucky odlétá s bombou pryč z Anglie. Bomba vybouchla ve vzduchu a letoun s Rogersem spadl do chladných vod severního Atlantiku. V USA byli oba bráni za mrtvé. Buckyho však nalezli Sověti a Rogers díky séru supervojáka přežil v hibernaci zamrzlý v ledu v oceánu.

### Náhradní Captain America (1945–1954)
Po zprávě o úmrtí Steva Rogerse prezident USA Harry S. Truman jmenoval novým Kapitánem Amerikou Williama Naslanda (jako Captain America 1945–1946), po jeho smrti Jeffa Mace (1947–1950), po jeho odchodu do výslužby byl vybrán muž s utajenou identitou, ale při pokusu o vpravení séra supervojáka zešílel a byl uložen do hibernace, stejný osud potkal i jeho přítele Buckyho Jacka Monroea. Roku 1954 byly pokusy o vytvoření nového supervojáka zastaveny.

### Procitnutí a Avengers (časování se pohybuje)
O řadu let později jeho tělo našel tým superhrdinů Avengers (poprvé v roce 1964, ale čas se upravuje dle doby vydání komiksů). Poté, co ho postupně přivedli zpět k vědomí, byl Rogers zničený faktem, že svět, který znal, je pryč, a cítil se odcizený. Brzy poté se stal členem Avengers a dokonce i jejich velitelem. Světem se roznesla zpráva, že je opět naživu. Postupně bojoval proti starým nepřátelům jako byl Baron Zemo či Red Skull, současným nepřátelům (organizace A.I.M.), ale i mimozemšťanům.

### Steve Rogers – Nomád a Captain
V dalších příbězích byl Rogers tak znechucený aktuální zkorumpovanou vládou USA, že nadále odmítl být symbolem Ameriky a příjal novou identitu, kdy si říkal „Nomad“, avšak další z věčných návratů padoucha Red Skull, který se začal věnovat terorismu, ho přiměl se do obleku vrátit. Rogersovi byla dokonce nabídnuta kandidatura na prezidenta USA za New Popullist Party, ale odmítl. Jack Monroe, Bucky z 50. let, byl úspěšně vyléčen a probuzen z hibernace a přejal identitu „Nomáda“. V téže době zemřel Jeff Mace jeden z „alterCaptainů“. Steve Rogers ze své armádní renty založil „Cap Stars and Stripes Headline“, ústředí, kam mohou lidé oznamovat možné bezpečnostní hrozby. To kritizovala Komise pro superlidské aktivity (KSA) a požadovala, aby se Captain America vrátil pod kontrolu armády. Steve Rogers proto znovu odložil svou identitu. KSA poté jmenovala novým Kapitánem Amerikou Johna Wakera. Steve Roges se přidal k „Nomádovi“ pod novou identitou s jménem „Captain“, kdy měl nový štít z adamantia.
Mezitím Red Skull manipuloval s Johnem Walkerem, který následně zešílel a střetl se v boji s Rogersem. KSA Rogersovi následně nabídla návrat identity Kapitána Ameriky, ten po prvotním odmítnutí přijal. Později vyléčený Walker přejal identitu „Captaina“. Po nějaké době byl Rogers vykonstruovaně obviněn z velezrady a znovu zbaven identity i státního občanství. Poté vystupoval jako „Patriot“. Posléze bylo prokázáno, že šlo o křivé obvinění. Captain America v této době příležitostně bojoval po boku s Avengers a S.H.I.E.L.D.em.

### Občanská válka a atentát na Steva Rogerse
Po útocích z 11. září 2001 Rogers odhalil svou civilní identitu a nechal se najmout do špionážní agentury S.H.I.E.L.D., kterou vedl jeho starý známý Nick Fury. Následně bojoval s arabskými teroristy.
V páté sérii zjistil, že původní Bucky přežil a sověti z něj udělali zabijáka s jménem Winter Soldier. Také, že ho průběžně udržovali v hibernaci a probouzeli jen pro případ zabíjení.
Nick Fury byl odvelen z vedení S.H.I.E.L.D.u a ředitelství převzala Maria Hillová, která je k superhrdinským týmům skeptická. To a intriky Red Skulla vedlo k negativnímu obrazu superhrdinů ve společnosti a návrhu na regulační zákon o státním registru superlidí. Za tento zákon se postavil Iron Man a další, ale Steve Rogers, jako Captain America, byl silně proti, protože jako klasický liberál a individualista odmítá vládní dohled. Tím se však ocitl v ilegalitě a ztratil přízeň veřejnosti. Tento rozkol vedl k Občanské válce superhrdinů, a tím jen k další negativitě. Rogers v ilegalitě založil „Secret Avengers“, kteří sdružili superlidi s odmítavým stanoviskem k vládnímu návrhu. Svůj boj však nakonec, aby zastavil válku, vzdal. Na konci páté série byl postřelen a po převozu do nemocnice prohlášen za mrtvého.
Jeho roli převzal Bucky. Reálného roku 2009 byl však Rogers znovuvzkříšen. Bylo oznámeno, že byl pouze uvězněn v jiném časoprostoru. Poté znovu vypomáhal Avengers.

### Marvel NOW a All-New, All-Different Marvel
Po restartu Marvel vesmíru v roce 2012 (Marvel NOW!) začala být vydávána sedmá série, v ní byl Steve Rogers uvězněn na více než deset let v dimenzi Z vytvořené Arnimem Zolou. Rogers zde nalezl a vychoval chlapce, kterému dal jméno Ian a kterého považoval za svého syna. Nakonec byl zachráněn agentkou Sharon Carter, svou dřívější láskou. Nicméně při útěku z dimenze Z Rogers přišel o Iana i o Sharon, kteří nezvládli útěk. Na Zemi však uplynulo jen několik hodin a Rogers se tím vrátil s dalším časovým šokem. Brzy poté ho padouch Iron Nail připravil o sérum supervojáka, čímž přišel o své superschopnosti a také razantně zestárl. V čísle 25 sedmé série ho proto v roli Captaina Ameriky nahradil Sam Wilson (alias Falcon). Nové příběhy začaly být vydávány v komiksech All New Captain America a Captain America & The Mighty Avengers (2014 – 2015). Steve Rogers se stal taktickou oporou v záloze.
Po restartu nazvaném All-New, All-Different Marvel, byl Kapitánem Amerikou i nadále Sam Wilson, ale v dubnu 2016, v sedmém čísle komiksu Captain America: Sam Wilson, který byl vydán k 75. výročí vydávání komiksů s Kapitánem Amerikou, získal zestárlý Steve Rogers opět své mládí a vlastnosti dané sérem supervojáka. Do původního stavu vrátila věci Kobik, do těla malé holčičky zhmotnělá kosmická kostka s vlastním vědomím. V komiksu Captain America: Steve Rogers #1 (2016) bylo odhaleno, že Steve Rogers je již od svého dětství dvojitým agentem Hydry. K odhalení došlo kvůli vedlejším účinkům navrácení mládí kosmickou kostkou. Rovněž došlo k odhalení, že Rogersovi rodiče Joseph a Sarah byli zavražděni Hydrou. Ve story arcu Secret Empire (2017) se Rogers stal ředitelem S.H.I.E.L.D.u a využil útoku vetřelců z vesmíru a padouchů k odstranění superhrdinů, kteří by se proti němu mohli obrátit.

## Alternativní Captain America

### James „Bucky“ Barnes
James Buchanan „Bucky“ Barnes byl sirotkem, který žil na armádní základně, kde Steve Rogers procházel výcvikem. Jako mladistvý se stal pomocníkem a přítelem Rogerse, bojoval s ním v druhé světové válce pod přezdívkou Bucky. Všichni se domnívali, že zemřel při osudném výbuchu, který měl zabít i Rogerse, ale jeho tělo bylo objeveno Sověty, kteří ho zmanipulovali a vycvičili z něj nájemného vraha, kterého po dekády udržovali v hibernaci. Z Barnese se stal nový Captain America na konci páté série po atentátu na Rogerse. Byl jím i v průběhu šesté série. (Poprvé se objevil v komiksu Captain America #1, březen 1941).

### William Naslund
William Naslund byl Američanem, který během druhé světové války bojoval pod přezdívkou Spirit of '76 v britském superhrdinském týmu Crusaders. Po předpokládané smrti Stevea Rogerse v roce 1945 byl prezidentem Harrym S. Trumanem jmenován do role Captaina. Naslund zemřel v roce 1946 při pokusu zachránit život budoucímu prezidentovi Johnu F. Kennedymu. (Poprvé se objevil v komiksu Invaders #4, březen 1977).

### Jeffrey Mace
Jeffrey Mace byl reportérem na volné noze, který během druhé světové války operoval pod přezdívkou Patriot na americké půdě, kde odhaloval nacistické špiony. Také byl spoluzakladatelem týmu Liberty Legion. Po smrti Williama Naslunda se stal novým Captainem. Do výslužby odešel v roce 1950 a o několik let později zemřel na rakovinu. (Poprvé se objevil v komiksu Human Torch #3, březen 1941).

### William Burnside
William Burnside vyrůstal během druhé světové války a Rogers se stal jeho idolem. Po smrti Rogerse v roce 1945 se okamžitě chtěl stát novým Captainem. Studoval Rogersův život a dokonce si změnil své jméno na Steve Rogers a podstoupil řadu plastických operací, aby vypadal jako on. Dokonce vyvinul vlastní sérum supervojáka, které si vpravil do těla. V 50. letech bojoval proti komunistické hrozbě, ale jeho sérum bylo zhoubné a způsobilo, že Burnside zešílel. Vláda se ho rozhodla hibernovat. V páté sérii byl zabit Bucky Barnesem coby novým Captainem. (Poprvé se objevil v komiksu Young Men vol. 2 #24, prosinec 1953).

### John Walker
John Walker byl zápasníkem wrestlingu na dráhu boje proti zločinu se vydal po smrti svého bratra. Bojoval pod identitou Super-Patriot a vystupoval jako konkurent Rogerse, s tím, že jen on sám zastává pravé americké vlastenectví. Poté, co se Rogers v 80. letech vzdal identity Captaina kvůli zkorumpované vládě USA, ho Walker nahradil. Poté bojoval pod identitou US Agent. (Poprvé se objevil v komiksu Captain America #323, listopad 1986).

### Sam Wilson
Sam Wilson pocházel z Harlemu a byl dlouholetým přítelem a kolegou Rogerse v boji proti zločinu. Jeho schopností je se telepaticky spojit s mozkem ptáků a vidět stejně jako oni, také dokáže létat. V komiksu z roku 1999 se stal Captainem poté, co se všichni domnívali, že Rogers zemřel. Jeho typickou identitou však je superhrdina Falcon. (Poprvé se objevil v komiksu Captain America #117, září 1969). Znovu nahradil Steva Rogerse v roce 2014 v komiksu Captain America vol. 7 #25 a následně vévodil v krátkých sériím All New Captain America a Captain America & The Mighty Avengers. Od října 2015 byla vydávána série Captain America: Sam Wilson.

### Isaiah Bradley
Poté, co byl zabit doktor Erskine, vynálezce séra supervojáka, americká vláda začala vyvíjet nové sérum, během testů sloužili afroameričtí vojáci za pokusné subjekty. Přežilo pouze pět z nich. Jedním z nich byl i Isaiah Bradley, který po smrti Rogerse občas nosil jeho kostým a sabotoval nacistické pokusy o výzkum podobného séra. Posléze sloužil jako ikona pro Afroameričany, kteří mu dali přezdívku Black Captain America. (Poprvé se objevil v komiksu Truth: Red, White and Black #1, leden 2003).

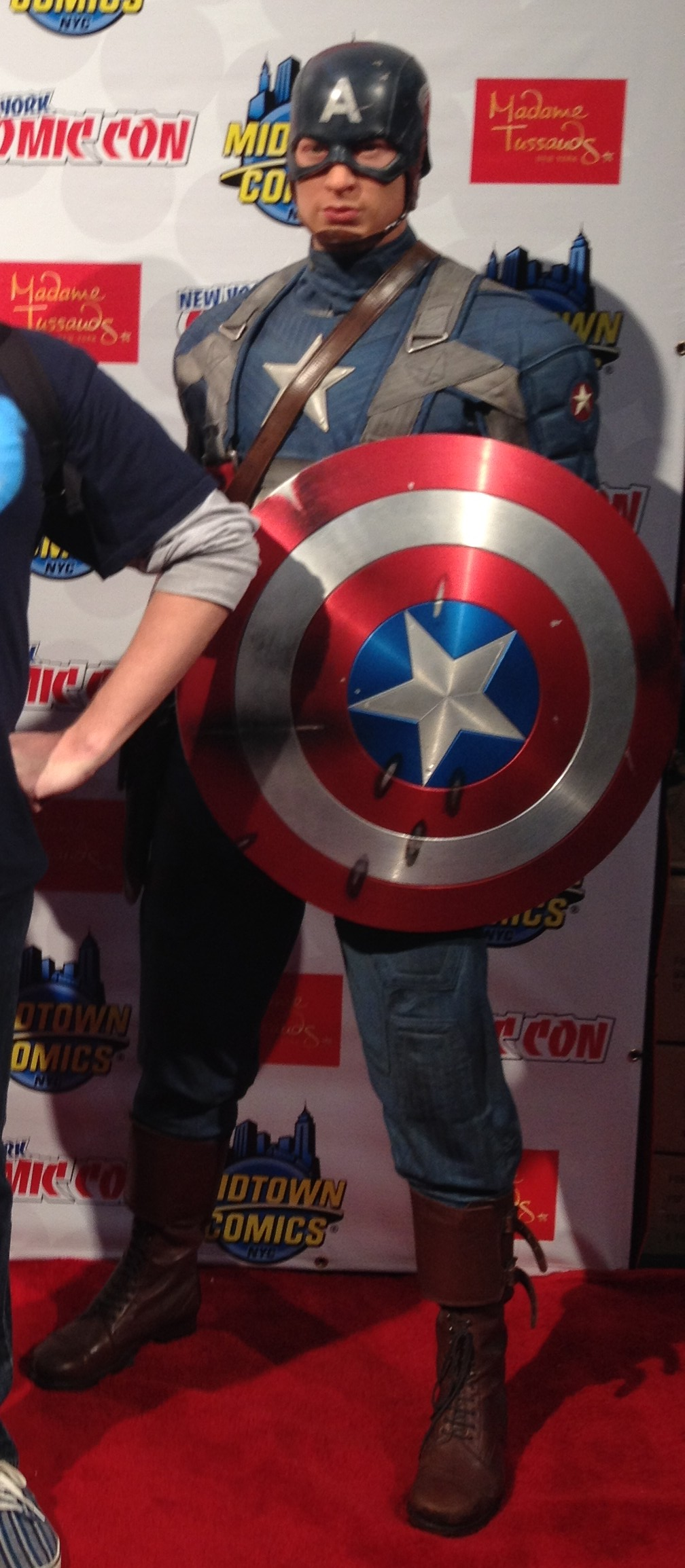
Figurína filmové verze Captain America, New York Comic Con 2013.

## Film a televize

### Film

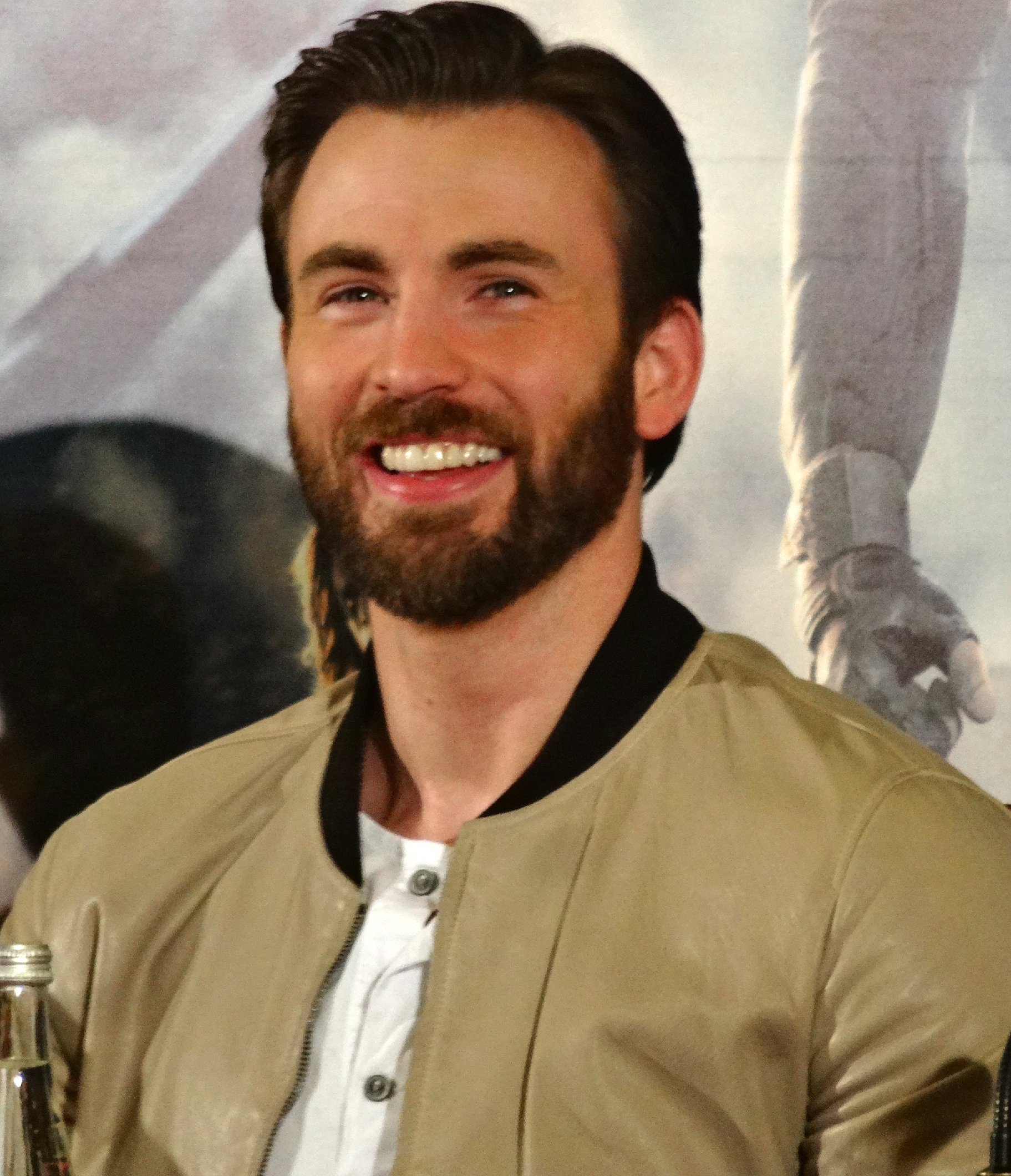
Herec Chris Evans na tiskové konferenci k filmu Captain America: Návrat prvního Avengera

- 1944 – Captain America – filmový seriál, režie Elmer Clifton a John English, v hlavní roli Dick Purcell
- 1990 – Captain America – režie Albert Pyun, v hlavní roli Matt Salinger

#### Marvel Cinematic Universe
- 2011 – Captain America: První Avenger – režie Joe Johnston, v hlavní roli Chris Evans
- 2014 – Captain America: Návrat prvního Avengera – režie Anthony a Joe Russoovi, v hlavní roli Chris Evans
- 2016 – Captain America: Občanská válka – režie Anthony a Joe Russoovi, v hlavní roli Chris Evans
- 2025 – Captain America: Nový svět – režie Julius Onah, v hlavní roli Anthony Mackie

### Televize
- 1979 – Captain America – TV film, režie Rod Holcomb, v hlavní roli Reb Brown
- 1979 – Captain America II: Death Too Soon – TV film, režie Ivan Nagy, v hlavní roli Reb Brown
- 2021 – Falcon a Winter Soldier – minisérie VOD služby Disney+, režie Kari Skogland, v hlavní roli Captain America (John Walker) – Wyatt Russell, Captain America (Sam Wilson) – Anthony Mackie

### Animované filmy a seriály
- 1966 – Captain America – animovaný seriál o třinácti epizodách
- 2014 – Iron Man and Captain America: Heroes United  – animovaný film

## Publikační historie

### Česká vydání
V České republice vydávají komiksové knihy Captain America nakladatelství BB/art a Hachette Fascicoli.
- Captain America (Vol. 5):
  - 2011 – Captain America (Omnibus 1), (Autoři: Ed Brubaker, Steve Epting, Mike Perkins: Captain America vol. 5, #1–9, 11–14, 2005–06)
  - 2012 – Captain America (Omnibus 2), (Autoři: E. Brubaker, S. Epting, M. Perkins: Captain America vol. 5, #10, 15–24, 2006)
  - 2012 – Captain America: Smrt (Omnibus 3), (Autoři: E. Brubaker, S. Epting, M. Perkins: Captain America vol. 5, #25–42, 2007–08)

- Edice Ultimátní komiksový komplet:
  - 2013 – Ultimátní komiksový komplet #44 – Captain America: Zimní voják část 1, (Autoři: E. Brubaker, S. Epting, M. Perkins: Captain America vol. 5, #1–7)
  - 2013 – Ultimátní komiksový komplet #51 – Captain America: Zimní voják část 2, (Autoři: E. Brubaker, S. Epting a M. Perkins: Captain America vol. 5, #8–9 a 11–14)
  - 2013 – Ultimátní komiksový komplet #14 – Captain America – Nový úděl, (Autoři: John Ney Rieber a John Cassaday: Captain America vol. 4, #1–6, 2002)
  - 2014 – Ultimátní komiksový komplet #48 – Captain America – Vyvolení, (Autoři: David Morrell a Mitch Breitweiser): Captain America: The Chosen #1–6, 2007–08)
  - 2014 – Ultimátní komiksový komplet #53 – Padlý syn – Smrt Captaina Ameriky, (Autoři: Různí: Fallen Son: The Death of Captain America #1–5, 2007)
  - 2015 – Ultimátní komiksový komplet #112 – Captain America a Falcon – Utajená říše, (Autoři: Steve Englehart, Mike Friedrich a Sal Buscema: Captain America and Falcon #169–176, 1974)
  - 2016 – Nejmocnější hrdinové Marvelu #006 – Captain America, (autoři: Roger Stern a John Byrne: Captain America vol. 1 #247–255, 1980–81)
  - 2017 – Ultimátní komiksový komplet #116 – Captain America a Falcon – Mentabomba, (Autoři: Jack Kirby: Captain America a Falcon #193–200, 1976)

- Captain America: Steve Rogers (Vol. 1):
  - 2019 – Captain America – Steve Rogers 1: Hail Hydra, (Autoři: Nick Spencer, Javier Pina a Jesús Saiz: Captain America - Steve Rogers #1–6 a Free Comic Book Day 2016 (Captain America), 2016)
  - 2020 – Captain America - Steve Rogers 2: Maria Hillová před soudem, (Autoři: Nick Spencer, Jesús Saiz, Andres Guinaldo, Ro Stein a Kevin Libranda: Captain America - Steve Rogers #7–11, 2016–17)
  - 2020 – Captain America - Steve Rogers 3: Budování impéria, (Autoři: Nick Spencer, Javier Pina, Andres Guinaldo, Ro Stein, Jesús Saiz, Kevin Libranda, Yıldıray Çınar a Jon Malin: Captain America - Steve Rogers #12–16, 2017)

### Hlavní série
Veškeré údaje o prodeji se vztahují k prodaným fyzickým kopiím v USA v originálním měsíci vydání.
- Captain America vol. 1 – 78 čísel – (březen 1941 – září 1954)
- Tales of Suspense #59–99 – 40 čísel – (listopad 1964 – březen 1968)
- Captain America #100–454 – 354 čísel – (duben 1968 – srpen 1996)
- Captain America vol. 2 – 13 čísel – (listopad 1996 – listopad 1997)
- Captain America vol. 3 – 50 čísel – (leden 1998 – únor 2002)
- Captain America: Sentinel of Liberty (Vol. 1) – 12 čísel – (červenec 1998 - červen 1999).
- Captain America vol. 4 – 32 čísel – (březen 2002 – říjen 2004)
- Captain America vol. 5 – 50 čísel – (listopad 2004 – květen 2009). Prvního čísla se v USA prodalo 67 233 ks, s následným průměrným prodejem 73 025 ks na číslo.
- Captain America #600–619 – 19 čísel – (červen 2009 – červen 2011). Prvního čísla se v USA prodalo 112 244 ks, s následným průměrným prodejem 51 972 ks na číslo.
- Captain America vol. 6 – 19 čísel – (červenec 2011 – říjen 2012). Prvního čísla se v USA prodalo 96 926 ks, s následným průměrným prodejem 42 780 ks na číslo.
- Captain America vol. 7 – 25 čísel – (listopad 2012 – říjen 2014). Prvního čísla se v USA prodalo 123 667 ks, s následným průměrným prodejem 40 686 ks na číslo.
- All New Captain America – 6 čísel – (listopad 2014 – duben 2015). Prvního čísla se v USA prodalo se prodalo 120 500 ks.
- Captain America: Sam Wilson (vol. 8) – 24 čísel – (říjen 2015 – září 2017). Prvního čísla se v USA prodalo se prodalo 62 535 ks.
- Captain America: Steve Rogers – 19 čísel – (květen 2016 – září 2017).
- Captain America vol. 1 (od čísla 695 do 704) – 10 čísel – (listopad 2017 - červen 2018).
- Captain America vol. 9 – 30 čísel – (červenec 2018 - září 2021).
- Captain America vol. 10 #0 – (duben 2022).
- Captain America: Sentinel of Liberty (Vol. 2) – 13 čísel – (květen 2022 - červenec 2023).
- Captain America: Symbol of Truth – 14 čísel – (červen 2022 - červenec 2023).
- Captain America vol. 1 #750 (červenec 2023).
- Captain America Finale vol. 1 #1 (srpen 2023).
- Captain America vol. 11 – (září 2023 - ...).

### Spin-offy
- Captain America and the Falcon (květen 2004 – červen 2005)
- Winter Soldier #1–19 (duben 2012 – červen 2013)
- Captain America & The Mighty Avengers #1–9 (listopad 2014 – červen 2015)

### Limitované série a jednorázové příběhy
- Captain America's Bicentennial Battles (červen 1976)
- Falcon #1–4 (listopad 1983 – únor 1984)
- U.S. Agent #1–4 (červen – září 1993)
- Iron Man/Captain America #1998 (leden 1999)
- U.S. Agent vol. 2, #1–3 (srpen – říjen 2001)
- Captain America: Dead Man Running #1–3 (únor – květen 2002)
- Captain America: Red, White & Blue (září 2002)
- Truth: Red, White & Black #1–7 (leden – červenec 2003)
- Captain America: What Price Glory? #1–3 (březen 2003)
- Winter Soldier: Winter Kills (prosinec 2006). Sešitu se prodalo 59 114 ks.
- Fallen Son: The Death of Captain America #1–5 (duben – červenec 2007). Prvního čísla se v USA prodalo 157 131 ks, s následným průměrným prodejem 150 327 ks na číslo.
- Captain America: The Chosen #1–6 (září 2007 – leden 2008). Prvního čísla se v USA prodalo 67 506 ks, s následným průměrným prodejem 50 027 ks na číslo.
- Captain America: Reborn #1–6 (červenec 2009 – leden 2010). Prvního čísla se v USA prodalo 193 014 ks, s následným průměrným prodejem 102 425 ks na číslo.
- Captain America: Who Will Wield the Shield (prosinec 2009). Sešitu se prodalo 80 771 ks.
- Captain America: Who Won't Wield the Shield (červen 2010)
- Steve Rogers: Super-Soldier #1–4 (červenec – říjen 2010). Prvního čísla se v USA prodalo 52 727 ks, s následným průměrným prodejem 36 353 ks na číslo.
- Captain America: Man Out of Time #1–5 (leden – květen 2011)
- Captain America: Hail Hydra #1–5 (březen – červenec 2011)
- Ultimate Comics: Captain America #1–4 (březen – červen 2011)
- Captain America and the Falcon (květen 2011)
- Captain America: Living Legend #1–4 (říjen – prosinec 2013). Prvního čísla se v USA prodalo 32 495 ks.